# Johannes Gutenberg
Johannes Gensfleisch zur Laden zum Gutenberg (n. 1400, Mainz, Sfântul Imperiu Roman – d. 1468, Mainz, Sfântul Imperiu Roman) a fost un metalurgist, bijutier și tipograf german care s-a remarcat prin contribuția sa la tehnologia tipăririi. 
Este creditat cu crearea unui nou tip de presă tipografică și a unor cerneluri pe bază de uleiuri. Originea primelor prese ale lui Gutenberg este neclară, mai mulți autori considerând presele sale inițiale drept adaptări ale preselor fixe deja existente în Europa, în combinație cu tehnologia de tipărire cu caractere mobile din metal inventată în Coreea și China. 
Gutenberg s-a născut în orașul german Mainz, fiul unui negustor numit Friele Gensfleisch zur Laden, care a adoptat numele de familie "zum Gutenberg" după numele cartierului în care se mutase familia sa. Gutenberg s-a născut într-o familie de patricieni bogați, care aveau o genealogie datată până în secolul al treisprezecelea. Părinții săi erau aurari și băteau monedă.

## Presa tipografică
Presa fixă în care foile de hârtie erau presate de blocuri de lemn în care fuseseră gravate textul și/sau ilustrațiile, a apărut pentru prima oară în China, și a fost folosită în Asia de Est cu mult timp înaintea lui Gutenberg. Până în secolele al XII-lea și al XIII-lea, numeroase biblioteci chineze conțineau zeci de mii de cărți tipărite. Primul sistem de tipărire cu caractere mobile din lume a fost inventat de Bi Sheng. Coreenii și chinezii cunoșteau tipărirea cu litere mobile, dar din cauza complexității sistemului de scriere folosit, această metodă nu a fost atât de utilizată ca în Europa Renașterii.
Nu se știe dacă Gutenberg cunoștea aceste tehnici sau le-a reinventat independent.
Gutenberg a introdus în mod sigur metode eficiente pentru producerea în masă a cărților, ducând la o creștere masivă a numărului de texte scrise în Europa — în mare parte datorită popularității Bibliei lui Gutenberg, prima sa lucrare produsă în masă, începând cu 23 februarie 1455. Totuși Gutenberg nu a avut talent la afaceri, și nu a obținut profituri substanțiale din invenția sa.
Gutenberg a început experimentele cu tipografia din metal după ce s-a mutat din orașul natal Mainz la Strasburg (pe atunci oraș german, astăzi în Franța) - în jurul anului 1430. Știind că tipărirea cu blocuri de lemn implica mult timp și cheltuială, deoarece fiecare matriță, de mărimea unei pagini, trebuia gravată de mână separat și nu avea mare durabilitate, Gutenberg a tras concluzia că blocurile metalice puteau fi produse mult mai repede, prin combinarea unor matrițe mici și refolosibile pentru fiecare literă în parte.
În 1455, la Mainz, a finalizat tipărirea Bibliei, un volum in-folio cu 42 de linii pe fiecare pagină, inaugurând astfel era matriței mobile⁠(d)